# Beaumont (Cumbria)
Beaumont è un villaggio e parrocchia civile dell'Inghilterra, appartenente alla contea della Cumbria.